# Jordan EJ10
Chronologie des modèles (2000)
Jordan 199 Jordan EJ11
La Jordan EJ10 est la monoplace de Formule 1 engagée par l'écurie Jordan Grand Prix lors de la saison 2000 de Formule 1. Elle est pilotée par l'Allemand Heinz-Harald Frentzen et l'Italien Jarno Trulli. Le pilote d'essai est le Tchèque Tomáš Enge. La dénomination des monoplaces Jordan est modifiée pour fêter la dixième année de l'écurie irlandaise dans la discipline-reine.

## Historique
Malgré un gros budget à la suite de sa troisième place obtenue lors du championnat des constructeurs l'année précédente, l'écurie Jordan ne parvient pas à rivaliser avec McLaren Racing et la Scuderia Ferrari. Les EJ10 commencent la saison avec un double-abandon au Grand Prix d'Australie puis Heinz-Harald Frenzten décroche une troisième place au Brésil, performance qu'il réitère en fin de saison aux États-Unis,,. Cependant, tandis que Jarno Trulli, élancé depuis la onzième position sur la grille de départ, rapporte le point de la sixième place au Grand Prix de Grande-Bretagne, Frentzen, parti de la deuxième place, est victime d'un problème de boîte de vitesses et finit la course en dix-septième et dernière position,.
Une version B est engagée en course à partir du Grand Prix d'Allemagne mais elle reste au niveau de sa devancière. La EJ10 et la EJ10B sont des voitures moyennement fiables puisqu'elles franchissent la ligne d'arrivée dix-sept fois sur trente-quatre engagements, soit une fois sur deux.
À la fin de la saison, Jordan Grand Prix termine à la sixième place du championnat des constructeurs avec dix-sept points. Heinz-Harald Frentzen prend la neuvième place du championnat des pilotes avec onze points tandis que Jarno Trulli est dixième avec six points. L'ingénieur en chef Mike Gascoyne quitte l'écurie et rejoint Benetton Formula.

## Résultats en championnat du monde de Formule 1

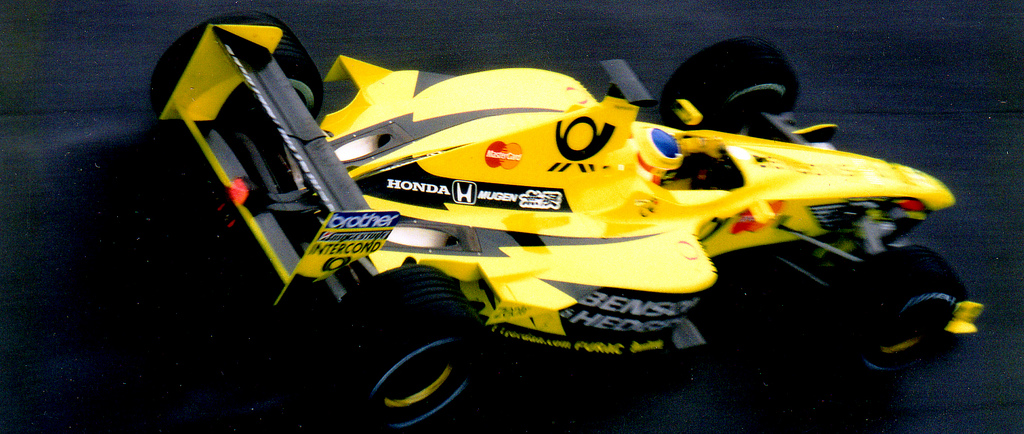
Jarno Trulli à bord de la Jordan EJ10B lors du Grand Prix d'Italie 2000

| Saison | Écurie                 | Moteur                   | Pneus       | Pilotes               | Courses | Courses | Courses | Courses | Courses | Courses | Courses | Courses | Courses | Courses | Courses | Courses | Courses | Courses | Courses | Courses | Courses | Points inscrits | Classement |
| Saison | Écurie                 | Moteur                   | Pneus       | Pilotes               | 1       | 2       | 3       | 4       | 5       | 6       | 7       | 8       | 9       | 10      | 11      | 12      | 13      | 14      | 15      | 16      | 17      | Points inscrits | Classement |
| ------ | ---------------------- | ------------------------ | ----------- | --------------------- | ------- | ------- | ------- | ------- | ------- | ------- | ------- | ------- | ------- | ------- | ------- | ------- | ------- | ------- | ------- | ------- | ------- | --------------- | ---------- |
| 2000   | Benson & Hedges Jordan | Mugen-Honda MF-301HE V10 | Bridgestone |                       | AUS     | BRÉ     | SMR     | GBR     | ESP     | EUR     | MON     | CAN     | FRA     | AUT     | ALL     | HON     | BEL     | ITA     | USA     | JAP     | MAL     | 17              | 6e         |
| 2000   | Benson & Hedges Jordan | Mugen-Honda MF-301HE V10 | Bridgestone | Heinz-Harald Frentzen | Abd     | 3e      | Abd     | 17e     | 6e      | Abd     | 10e     | Abd     | 7e      | Abd     | Abd     | 6e      | 6e      | Abd     | 3e      | Abd     | Abd     | 17              | 6e         |
| 2000   | Benson & Hedges Jordan | Mugen-Honda MF-301HE V10 | Bridgestone | Jarno Trulli          | Abd     | 4e      | 15e     | 6e      | 12e     | Abd     | Abd     | 6e      | 6e      | Abd     | 9e      | 7e      | Abd     | Abd     | Abd     | 13e     | 12e     | 17              | 6e         |

Légende : ici 